# Reps (bodybuilding)
 Reps is een door krachtsporters (met name bodybuilders) gebruikte term voor repetities oftewel herhalingen van een oefening met bijvoorbeeld gewichten, in enkelvoud ook wel
'rep' genoemd. Het is een door krachtsporters verzonnen afkorting voor het Engelse woord repetitions, deze afkorting is wereldwijd bekend. Een rep is een volledige uitvoering van een oefening, bijvoorbeeld bij opdrukken, het naar beneden en naar boven opdrukken. Een serie reps wordt een set genoemd.